# Coccarda

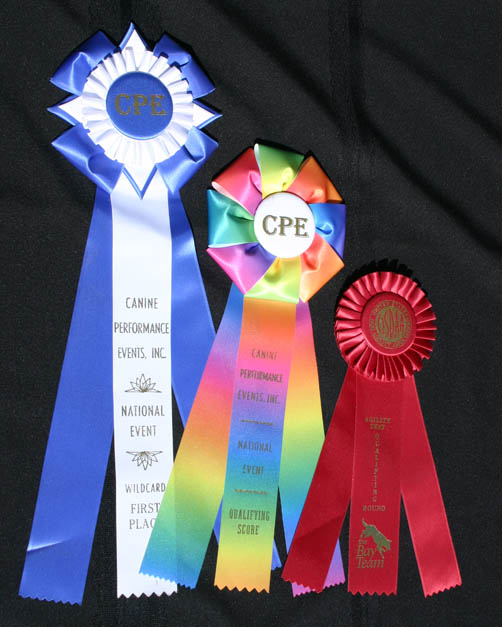
Coccarde sportive

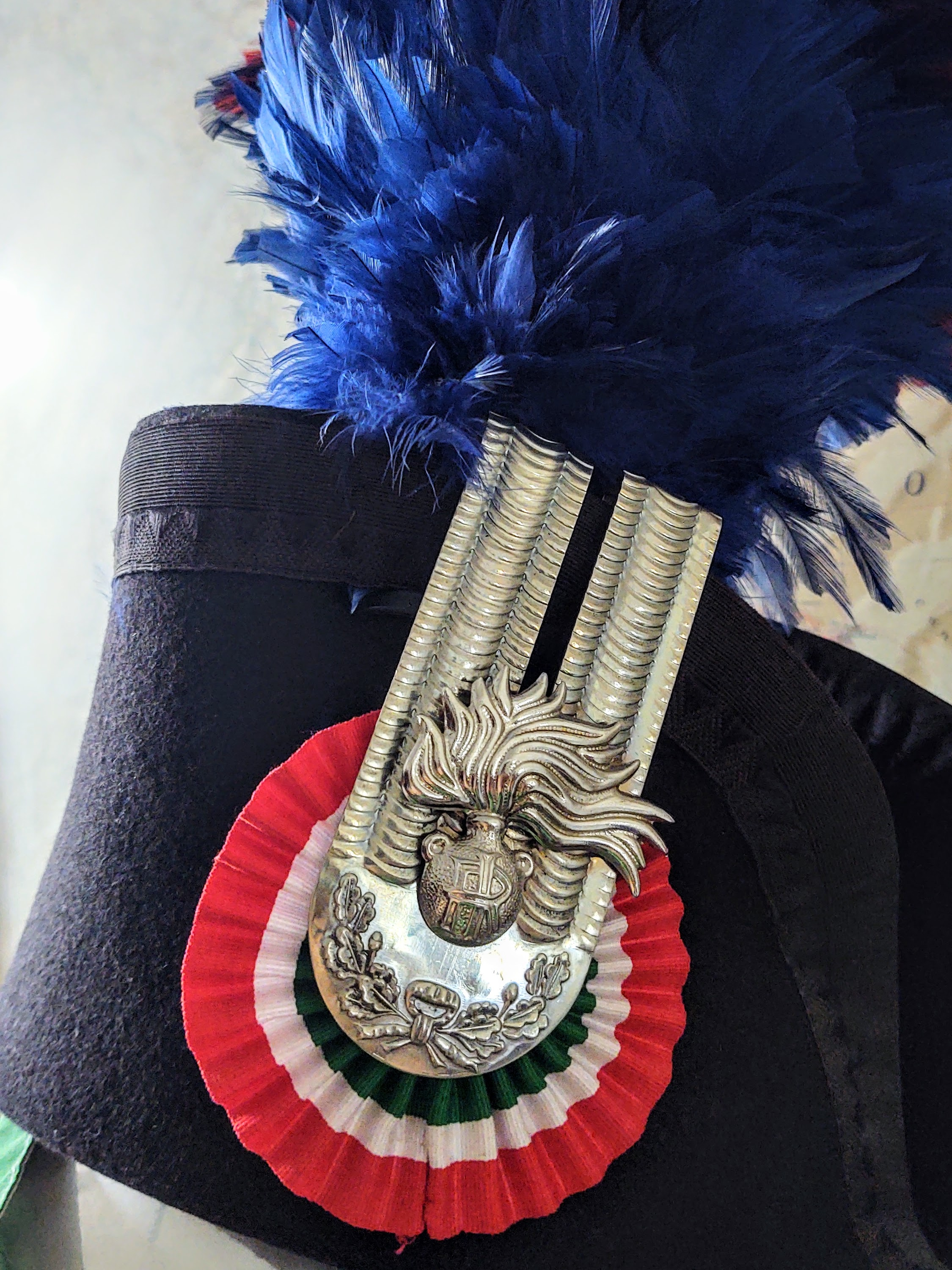
Coccarda tricolore italiana sul cappello della uniforme storica dell'Arma dei Carabinieri

La coccarda è una decorazione o un distintivo di forma tondeggiante realizzata pieghettando un nastro. Spesso usata come simbolo o come insegna ufficiale dagli Stati sovrani, è anche utilizzata come premio nelle competizioni sportive o come segno di appartenenza politica. 

## Descrizione
È costituita da una rosetta di nastro ripiegato, sovente con al centro un largo bottone che riporta le indicazioni della manifestazione o del premio. A completamento ci possono essere due o più strisce di nastro che scendono dalla rosetta attaccate al suo retro. Il materiale che costituisce i nastri era storicamente il tessuto, anche se oggi le materie plastiche l'hanno quasi completamente soppiantato. Sono infatti ormai usati nastri stampati, anche a imitazione del tessuto, come quelli impiegati per legare i pacchetti o per l'addobbo floreale.

## Storia

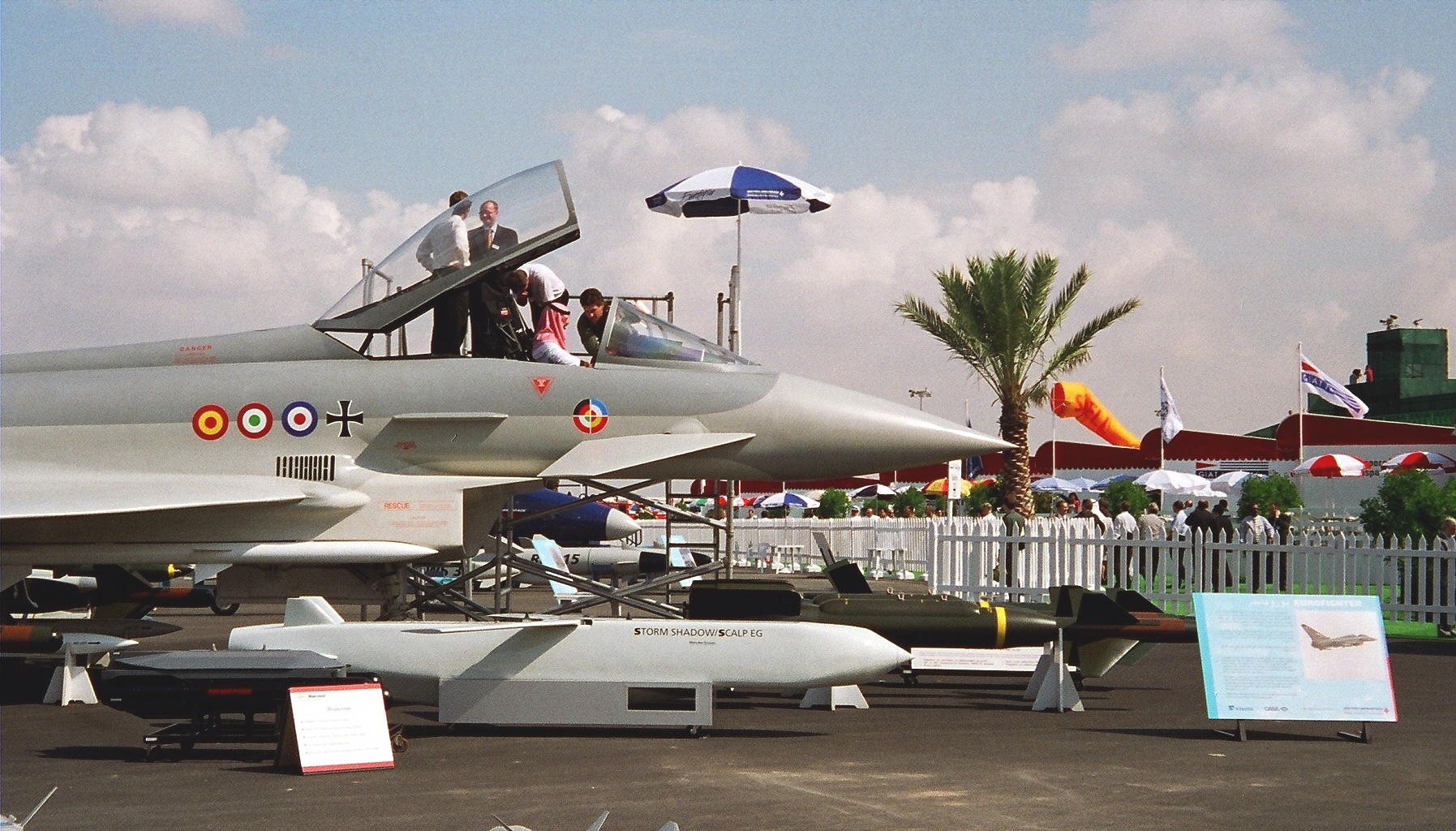
Coccarde applicate sulla fusoliera di un caccia Eurofighter Typhoon in mostra alla manifestazione aerea di Dubai, nel 1998. Le coccarde rappresentano, da sinistra, l'Ejército del Aire (Spagna), l'Aeronautica Militare (Italia), Royal Air Force (Regno Unito) e Luftwaffe (Germania)

Le coccarde furono introdotte nel XV secolo dalle monarchie europee, che le utilizzavano per indicare la nazionalità dei loro soldati: questa era un'informazione importante, soprattutto durante le battaglie, visto che era fondamentale riconoscere gli alleati dai nemici. Queste prime coccarde sono state ispirate dalle fasce distintive colorate e dai nastri che venivano usati nel tardo medioevo dai cavalieri, sia in guerra che nelle giostre, che avevano anch'essi lo scopo di far riconoscere gli alleati dai nemici. Le prime coccarde, aventi forma a nastro, furono indossate sugli elmi e sui cappelli a tesa larga. Sui caschi si usavano invece delle coccarde di metallo. Altre coccarde ancora, a forma di bottone, erano cucite sui chepì oppure sui berretti con visiera.
Le coccarde, dopo la Rivoluzione francese, diventarono il simbolo rivoluzionario per eccellenza, essendo protagoniste dei moti che hanno caratterizzato il XVIII e il XIX secolo. Venivano infatti appuntate sulla giacca o sui cappelli da molti rivoluzionari. In questo contesto storico e sociale nacque la coccarda francese tricolore. Le origini di quest'ultima risalgono al 12 luglio 1789, ovvero a due giorni prima la presa della Bastiglia, quando il giornalista rivoluzionario Camille Desmoulins, mentre arringava la folla parigina alla rivolta, chiese ai manifestanti quale colore adottare come simbolo della rivoluzione francese. I rivoltosi scelsero il verde speranza, che fu però abbandonato dopo un solo giorno in favore del blu e del rosso, i colori di Parigi, perché il verde era anche il colore del fratello del re, il reazionario conte d'Artois, che diventò monarca dopo la Restaurazione con il nome di Carlo X. La coccarda francese tricolore si completò poi, in seguito a eventi successivi, grazie all'aggiunta del bianco, colore dei Borbone.

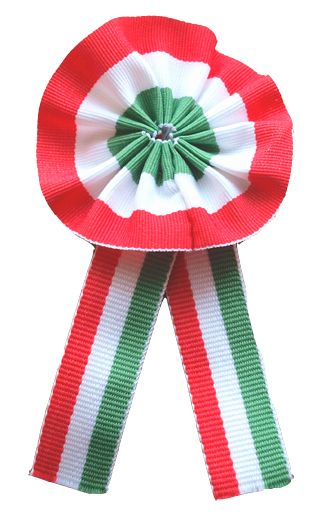
La coccarda nazionale ungherese nella rivoluzione ungherese del 1848

Nella Francia pre-rivoluzionaria la coccarda era infatti completamente bianca, con un richiamo al colore della dinastia dei Borboni, che ha regnato sulla Francia dal 1594 al 1848. Nel 1780, durante le sommosse di Gordon, che avvennero a Londra, la coccarda blu divenne uno dei simboli di sentimenti anti-governativi venendo indossata dalla maggior parte dei rivoltosi. Durante le guerre napoleoniche gli eserciti di Francia e Russia si fronteggiarono indossando, sulle divise militari, delle vistose coccarde. I soldati napoleonici avevano appuntata la coccarda francese imperiale mentre i russi quella di San Giorgio, con quest'ultima che era indossata sui loro sciaccò.
In Europa, nel XVIII e nel XIX secolo, le coccarde vennero anche usate per mostrare la fedeltà dei loro indossatori alle fazioni politiche di appartenenza, al loro rango sociale oppure come parte della livrea dei servitori. La coccarda era generalmente appuntata, per gli uomini, su un lato del tricorno, sul cappello a cilindro oppure sul bavero della giacca. Le donne la indossavano invece sul cappello o nei capelli. Nel Regno di Gran Bretagna i sostenitori della restaurazione giacobita portavano coccarde bianche, mentre i loro avversari del Casato di Hannover, che succedette nel 1714 agli Stuart come casa regnante di Gran Bretagna, usavano una coccarda nera. 
Durante la Rivoluzione americana i soldati dell'Esercito Continentale, forza armata delle colonie inglesi che sarebbero divenute gli Stati Uniti d'America, portarono inizialmente coccarde di vari colori, dove ciascuna tonalità era associata a un preciso grado militare. Dopo poco tempo l'Esercito Continentale iniziò a indossare la coccarda nera, simbolo che aveva ereditato dai dominatori inglesi. Più tardi, quando la Francia divenne alleata dell'esercito dei futuri Stati Uniti d'America, l'Esercito Continentale decise di aggiungere il bianco della coccarda dei Borbone sulla loro vecchia coccarda nera. I francesi fecero altrettanto aggiungendo il nero alla loro coccarda bianca come segno dell'alleanza franco-americana. La coccarda bianca e nera divenne poi la prima coccarda degli Stati Uniti. La coccarda statunitense, nel corso del XIX secolo, cambiò forma diventando nera con un'aquila al centro e trasformandosi infine in quella attuale, ovvero rossa, bianca e blu, con un richiamo ai colori della bandiera degli Stati Uniti d'America. Le coccarde furono protagoniste anche durante la guerra di secessione americana: blu quelle degli Stati secessionisti meridionali, bianca e nera quella dell'Unione, ovvero quella degli Stati del nord, che presero come riferimento la citata coccarda della Rivoluzione americana.

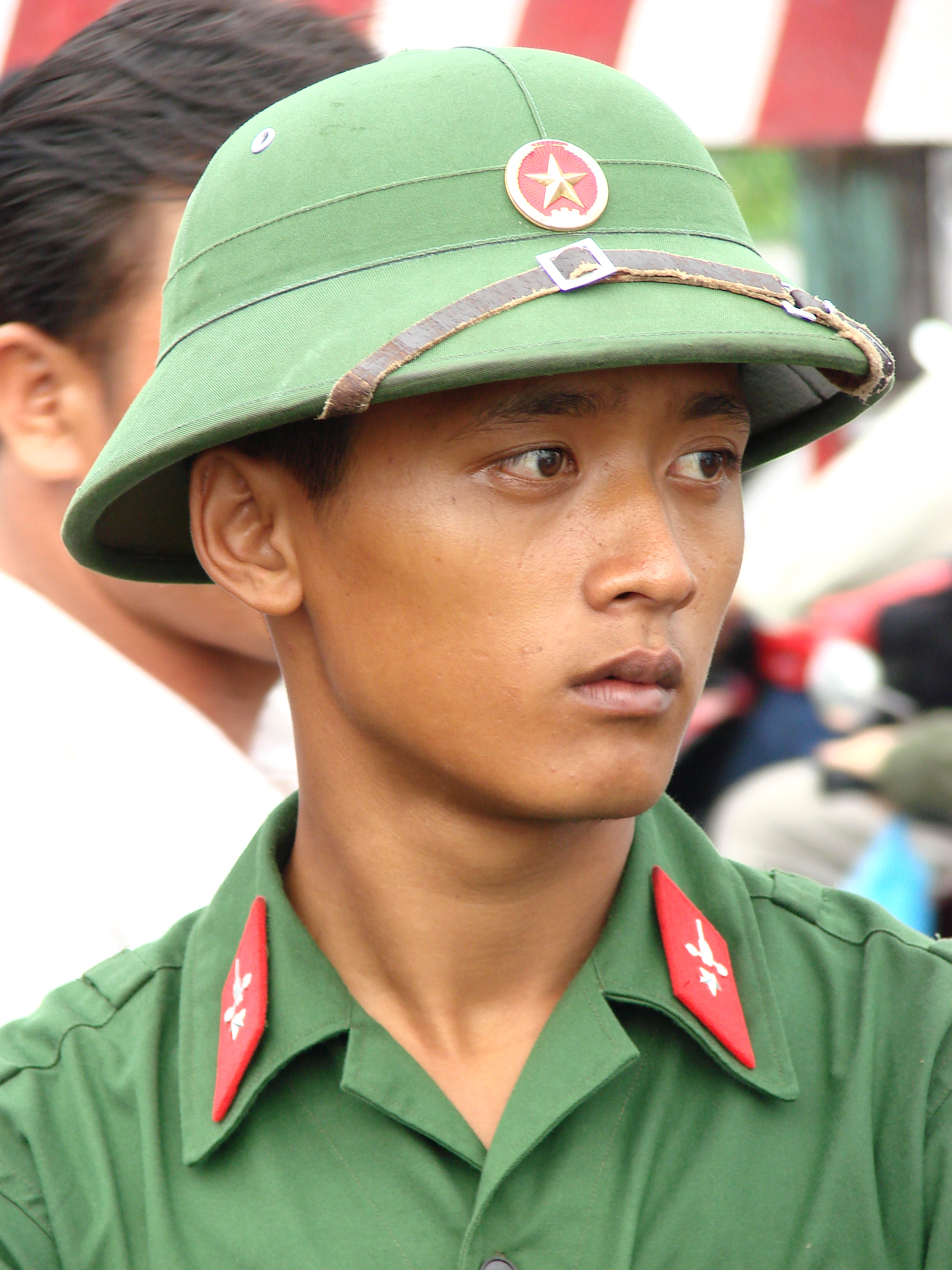
La coccarda del Vietnam applicata sull'elmetto di un soldato

I rivoluzionari ungheresi indossarono coccarde durante la rivoluzione ungherese del 1848 e nel corso della rivoluzione del 1956. Per questo motivo il 15 marzo, anniversario della rivoluzione del 1848, gli ungheresi indossano tradizionalmente le loro coccarde, soprattutto in occasione dei festeggiamenti pubblici di tale ricorrenza. Lo Statuto Albertino del Regno di Sardegna, che fu promulgato il 4 marzo 1848, prevedeva all'articolo 77 la seguente disposizione: «La coccarda azzurra è la sola nazionale». In questo modo l'azzurro (Blu Savoia), colore storico del Regno di Sardegna e prima ancora del Ducato di Savoia, fu mantenuto a fianco della coccarda tricolore, che era invece diffusa tra il popolo. In seguito la coccarda tricolore soppiantò quella azzurra anche nelle sedi ufficiali. Ancora oggi l'azzurro è il colore delle casacche della Nazionale italiana nelle competizioni sportive e compare anche sui bordi esterni del vessillo del Presidente della Repubblica Italiana. 
Il secondo impero tedesco (1870-1918) utilizzò due tipi di coccarda, una nera-bianca-rossa per l'esercito unitario imperiale, le altre per le monarchie federate di cui era composto l'impero, le quali avevano le proprie coccarde, ognuna caratterizzata dai colori che possedevano prima della riunificazione tedesca (1870). Le uniche eccezioni erano i Regni di Baviera e di Württemberg, i quali avevano conservato il diritto di mantenere le proprie forze armate autonome, che non erano quindi integrate nell'esercito imperiale. Le loro coccarde erano bianche e blu (Baviera) e nere-rosse-nere (Württemberg). La Repubblica di Weimar (1919-1933) soppresse tutte le coccarde degli Stati un tempo federati al secondo impero tedesco per evitare possibili stimoli nei confronti delle spinte secessioniste. Durante la seconda guerra mondiale i nazisti, che erano fortemente avversi ai colori repubblicani tedeschi nero-rosso-oro usati dalla Repubblica di Weimar, reintrodussero i colori imperiali nero, bianco e rosso. I colori della Repubblica di Weimar furono poi ripristinati con la sconfitta dei nazisti a seconda guerra mondiale terminata. 
In tempi moderni la coccarda è usata come distintivo ottico su veicoli militari, in particolar modo sugli aeromobili (aeroplani ed elicotteri). Solitamente può essere applicata sulle ali, dorso e ventre, ai lati della fusoliera e sulle derive, integrando o sostituendo i fin flash. La prima nazione che usò l'effige di una coccarda sui suoi aerei fu la Francia, che iniziò ad applicarla sui velivoli della propria aeronautica militare nel 1909. L'uso della coccarda sugli aerei militari si diffuse, anche sui velivoli di altre nazioni, durante la prima guerra mondiale. Ad esempio la coccarda tricolore italiana comparve per la prima volta, sugli aerei militari, nel dicembre 1917.
La coccarda è stata poi usata, per alcune nazioni, anche sulle navi della marina militare; per la marina militare francese, ad esempio, l'emblema utilizzato sulle navi è un'ancora nera disegnata sulla coccarda tricolore francese. In Italia la coccarda tricolore è diventata uno dei simboli dell'Aeronautica Militare Italiana, è la base del fregio da parata dei bersaglieri e una sua riproduzione in stoffa è cucita sulle maglie delle squadre sportive detentrici delle Coppe Italia che si organizzano in diversi sport di squadra nazionali.

## Elenco delle coccarde nazionali
Di seguito è riportato un elenco parziale di coccarde nazionali:
- Albania: rosso-nero-rosso
- Argentina: azzurro-bianco-azzurro
- Armenia: arancio-blu-rosso
- Austria (dal 1918): rosso-bianco-rosso
  - Impero austro-ungarico  (prima del 1918): nero-oro
- Azerbaigian: verde-rosso-azzurro
- Belgio: nero-giallo-rosso
- Bolivia: rosso-giallo-verde
- Bulgaria: rosso-verde-bianco
- Brasile: blu-giallo-verde o giallo-verde
- Cile: blu-bianco-rosso con una stella bianca a cinque punte nella parte blu
- Colombia: giallo-blu-rosso
- Croazia: rosso-bianco-blu
- Danimarca: rosso-bianco-rosso
- Ecuador: rosso-blu-giallo
- Egitto: nero-bianco-rosso
  - Regno d'Egitto: verde-bianco-verde
- Estonia: bianco-nero-blu
- Etiopia: rosso-giallo-verde 
  - Impero d'Etiopia (dal 1943 al 1974): rosso-giallo-verde
  - Impero d'Etiopia (fino al 1936): verde-giallo-rosso
- Finlandia: bianco-blu-bianco
- Francia (1794-1814, 1815 e dal 1830): blu-bianco-rosso
  - Regno di Francia (prima del 1794, 1814-1815 e 1815-1830): bianca
- Gabon: verde-giallo-azzurro
- Germania (1918-1932 e dal 1945): nero-rosso-oro
  - Impero tedesco (1871-1918) e Germania nazista (1932-1945): rosso-bianco-nero
  - Stati che componevano l'Impero tedesco (1871-1918):
    - Anhalt: verde
    - Baden: giallo-rosso-giallo
    - Baviera: bianco-azzurro-bianco
    - Brema: bianco-rosso-bianco
    - Brunswick: blu-giallo-blu
    - Amburgo: bianca con una croce rossa
    - Assia: bianco-rosso-bianco-rosso-bianco
    - Lippe: rosso-giallo
    - Lubecca: bianca con una croce maltese rossa
    - Meclemburgo: rosso-giallo-blu
    - Oldenburg: blu-rosso-blu
    - Prussia: nero-bianco-nero
    - Sassonia: verde-bianco-verde
    - Sassonia-Weimar-Eisenach: nero-giallo-verde
    - Schaumburg-Lippe: blu-rosso-bianco
    - Schwarzburg-Rudolstadt: blu-bianco-blu
    - Schwarzburg-Sondershausen: bianco-blu-bianco
    - Waldeck-Pyrmont: nero-rosso-giallo
    - Württemberg: nero-rosso-nero

  - Confederazione germanica (1848-1871): oro-rosso-nero
- Giappone: bianco-rosso
- Grecia: blu-bianco
- India: zafferano-bianco-verde
- Iran: rosso-bianco-verde
- Irlanda (dal 1922): verde-bianco-arancio
  - Regno d'Irlanda (prima del 1922): verde o azzurro
- Islanda: blu-bianco-rosso-bianco-blu
- Italia (dal 1948): verde-bianco-rosso
  - Regno d'Italia (1861-1948): azzurro
  - Regno di Sardegna (fino al 1861): azzurro
- Kenya: verde-bianco-rosso-bianco-nero
- Lettonia: marrone-bianco-marrone
- Lituania: rosso-verde-giallo
- Messico: verde-bianco-rosso
- Monaco: rosso-bianco
- Nigeria: verde-bianco-verde
- Norvegia: rosso-bianco-blu-bianco
- Paesi Bassi: arancione
- Pakistan: bianco-verde-giallo
- Paraguay: blu-bianco-rosso
- Perù : rosso-bianco-rosso
- Polonia: bianco-rosso
- Portogallo (dal 1910): verde-rosso
  - Regno del Portogallo (1821-1823 e 1830-1910): blu-bianco
  - Regno del Portogallo (1797-1821 e 1823-1830): blu-rosso
- Repubblica Ceca: bianco-rosso-blu
- Romania: blu-giallo-rosso
- Russia: rosso-blu-bianco; nero-arancio-nero-arancio (militare)
- San Marino: bianco-blu
- Seychelles: verde-bianco-rosso
- Serbia: bianco-blu-rosso
- Sierra Leone: azzurro-bianco-verde
- Slovenia: rosso-blu-bianco
- Spagna (1843-1844 e dal 1871): rosso-giallo-rosso
  - Spagna (fino al 1843 e 1844-1871): rosso
- Svezia: giallo (militare); giallo-blu (civile)
- Turchia: rosso-bianco-rosso
- Regno Unito (attuale): rosso-bianco-blu
  - Regno di Gran Bretagna (dinastia Stuart): bianco
  - Regno di Gran Bretagna (dinastia Hannover): nero
- Stati Uniti d'America (attuale): blu-bianco-rosso
  - Stati Uniti d'America (XIX secolo): nero con un'aquila al centro
  - Stati Uniti d'America (Rivoluzione americana - coccarda dell'Unione): bianco-nero
- Thailandia: rosso-bianco-blu-bianco-rosso
- Ungheria: rosso-bianco-verde
- Uruguay: bianco-blu-bianco-blu-bianco-blu-bianco-blu-bianco; blu-bianco-blu con una linea diagonale rossa (militare); rosso-bianco-blu (polizia)
- Venezuela: rosso-blu-giallo